# Megophrys shapingensis
Megophrys shapingensis es una especie  de anfibios de la familia Megophryidae.

## Distribución geográfica
Es endémica del sur de China.

## Estado de conservación
Se encuentra amenazada por la pérdida de su hábitat natural.